# Tristenburg
Tristenburg (vanaf 1720 Actiehoven genoemd) was een buitenplaats net buiten de stad Gouda gelegen aan de Hollandse IJssel.

## Geschiedenis
De buitenplaats Tristenburg dankt zijn naam aan leden van de familie Trist die in de 17e en in het begin van de 18e eeuw eigenaren van dit buitenverblijf waren. De buitenplaats stond nabij de plaats waar vroeger het galgenveld van Gouda heeft gelegen. Na het overlijden van mr. Jacob Trist, advocaat Hof van Holland in 1717 verkocht zijn schoonzoon Jan Taalman, luitenant-admiraal van Holland en West-Friesland, de buitenplaats in 1720 aan de Amsterdamse dichter en speculant Robert Hennebo. Deze had zijn fortuin verdiend door de handel in actiën. Vanaf die tijd werd Tristenburg omgedoopt in Actiehoven. Hennebo verkocht het buitenverblijf vrijwel onmiddellijk door aan de Goudse belastingpachter Reijnier Swanenburg. De familie Swanenburg en, via vererving, de familie Gijsberti Hodenpijl hebben Actiehoven in hun bezit gehad tot de jaren twintig van de 20e eeuw. De buitenplaats werd door de laatste eigenaresse mevrouw Bredius-Gijsberti Hodenpijl verkocht aan de naastgelegen stearinekaarsenfabriek, die een deel van het perceel gebruikte voor uitbreiding van het bedrijf. Woning en tuin werden verkocht aan de gemeente Gouda. De gemeente liet het pand afbreken ten behoeve van de aanleg van de provinciale weg ter plaatse. Op de plaats van de tuin werd een plantsoen aangelegd.
De naastgelegen weg, de Bosweg, wordt ook wel het Brediuslaantje genoemd, naar de laatste eigenaren van de buitenplaats Actiehoven.